# Бен (буква)
Բ, բ (арм. բենо файле бен, з.-арм. пен) — вторая буква армянского алфавита. Считается, что она была образована от греческой Β (бета) путём определённой трансформации. По схожему принципу создатели славянской азбуки получили из беты свою Б (буки). От соединения названий букв Ա «айб» и Բ «бен» образовалось слово «айбубен» (буквально: айб и бен) — алфавит.

## История создания

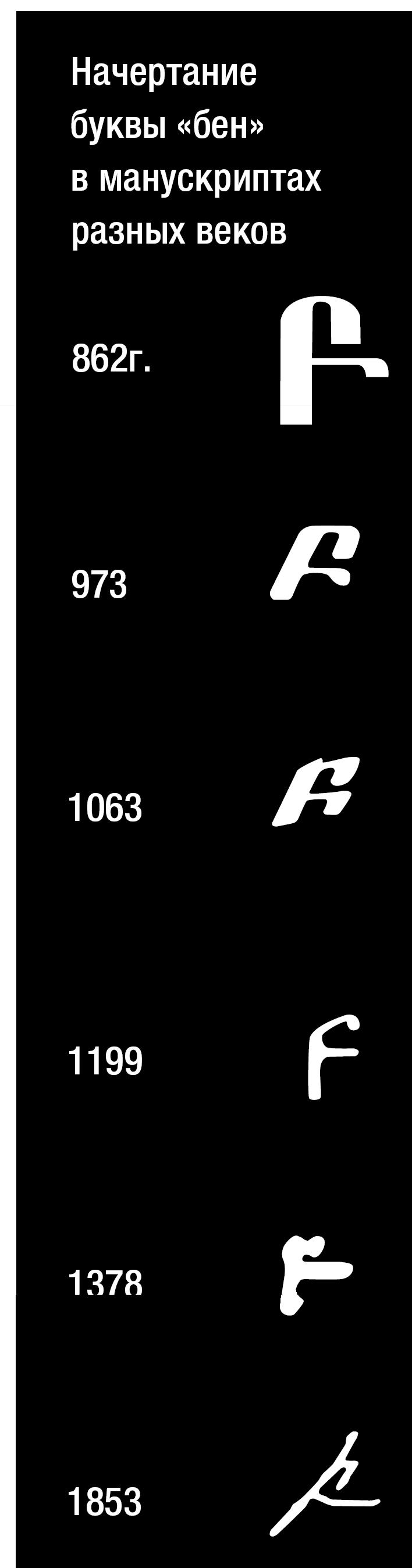
Начертание буквы Բ в разные века

Графическая форма буквы Բ не претерпела значительных изменений, даже если сравнивать с самыми ранними её образцами. Строчная (բ) почти повторяет начертание заглавной (Բ), но отличается пропорциями и расположением на строке. Буква Բ — первая из согласных. Обозначаемый ею звук восходит к индоевропейскому [bh], которому в греческом соответствует [ph], в санскрите — [bh], в латинском — [f], в итальянском — [р], в русском — [б]. В восточноармянском (государственный язык Республики Армения и непризнанной Нагорно-Карабахской Республики) в начале и середине слов звук [б] иногда оглушается, переходя в [ph] или [п], а в западно-армянском (язык армянской диаспоры Америки, Европы и Ближнего Востока) всегда произносится как глухой придыхательный [ph]. В диалектах же звук [б] принимает самые разнообразные формы. Происхождение названия буквы «бен» неясно. Некоторые ученые связывают его с греческим «бета» или семитским «бет», идущим от «баит» — «дом».

## Использование
В восточноармянском языке обозначает звук [b], а в западноармянском — [pʰ]. Числовое значение в армянской системе счисления — 2.
Использовалась в курдском алфавите на основе армянского письма (1921—1928) для обозначения звука [p].
В системах романизации армянского письма передаётся как b (ISO 9985, BGN/PCGN, ALA-LC для восточноармянского), p (ALA-LC для западноармянского). В восточноармянском шрифте Брайля букве соответствует символ ⠃ (U+2803), а в западноармянском — ⠏ (U+280F).

## Значения
Числовое значение буквы, 2, символизирует двойственность природы мироздания. В одной из средневековых армянских рукописей приводятся примеры такого дуализма, в частности: небо и земля, море и суша, день и ночь; два человека в раю — Адам и Ева, тело и душа; два завета — Ветхий и Новый и т. д. Кроме того, буква Բ соотносилась со вторым днём творения мира, когда «создал Бог твердь, и отделил воду, которая под твердью, от воды, которая над твердью». Во многих религиях литере «Б» отводится особая роль. Так, еврейская ב (бет) — первая буква Торы. Именно «бет» была избрана Богом для сотворения мира. Некоторые толкователи объясняют это тем, что с неё начинается слово «бераха» (благословение). Примерно та же роль отводится и первой букве Корана — арабской ب (ба), символизирующей отправную точку, с которой началось создание Вселенной.

## Кодировка
И заглавная, и строчная формы буквы бен включены в стандарт Юникод начиная с версии 1.0.0 в блоке «Армянское письмо» (англ. Armenian) под шестнадцатеричными кодами U+0532 и U+0562 соответственно.

## Галерея

Округлый еркатагир
Прямолинейный еркатагир
Болоргир
Нотргир
Шхагир